# Neolophonotus hirtipes
Neolophonotus hirtipes là một loài ruồi trong họ Asilidae. Neolophonotus hirtipes được Ricardo miêu tả năm 1920. Loài này phân bố ở vùng nhiệt đới châu Phi.